# Annie Ninchi
Annie Ninchi (Pesaro, 1926 – Ordona, 12 gennaio 2008) è stata un'annunciatrice televisiva e conduttrice radiofonica italiana.

## Biografia
Membro dell'omonima famiglia di artisti (comprendente i celebri attori Carlo ed Ave), esordì all'età di sedici anni come annunciatrice radiofonica per l'allora EIAR. Con la sua voce giovane divenne così, nell'immaginario dell'epoca, l'angelo della radio.
Dal 1949 partecipò, sempre a Milano, alla sperimentazione televisiva.
Nel 1954 a Roma con Nicoletta Orsomando fu tra le primissime signorine buonasera di quella sede. Svolse quest'attività fino al 1957. Dopo il matrimonio con il conte Cacciaguerra, nel 1958, lasciò lo spettacolo ritirandosi a vita privata.
Morì a Ordona il 12 gennaio 2008.